# Шубарський сільський округ (Ордабасинський район)
Шуба́рський сільський округ (каз. Шұбар ауылдық округі, рос. Шубарский сельский округ) — адміністративна одиниця у складі Ордабасинського району Туркестанської області Казахстану. Адміністративний центр — село Чубар.
Населення — 7277 осіб (2021; 6918 у 2009, 7586 у 1999, 6848 у 1989).
Станом на 1989 рік існувала Чубаровська сільська рада (села Аккойли, Березовка, Жусансай, Октябр, Таксансай, Чубаровка) у складі Ариського району. 2020 року зі складу сільського округу було передано 0,80 км² території до складу Шубарсуського сільського округу.

## Склад
До складу округу входять такі населені пункти:
| Населений пункт | Колишні назви | Населення, осіб (1989) | Населення, осіб (1999) | Населення, осіб (2009) | Населення, осіб (2021) |
| --------------- | ------------- | ---------------------- | ---------------------- | ---------------------- | ---------------------- |
| Аккойли, село   | -             | 218                    | 298                    | 344                    | 350                    |
| Береке, село    | Березовка     | 1229                   | 2305                   | 1172                   | 1259                   |
| Жусансай, село  | -             | 600                    | 627                    | 719                    | 721                    |
| Саритогай, село | Октябр        | 196                    | 244                    | 289                    | 328                    |
| Токсансай, село | Таксансай     | 701                    | 1448                   | 855                    | 830                    |
| Чубар, село     | Чубаровка     | 3904                   | 2664                   | 3539                   | 3789                   |